# Каракол (Ак-Суйский район)
Каракол (кирг. Каракол) — село в Ак-Суйском районе Иссык-Кульской области Кыргызстана. Административный центр Караколского аильного округа. Код СОАТЕ — 41702 205 813 01 0.

## Население
По данным переписи 2009 года, в селе проживал 1601 человек.